# Bernhard De Grendel
Bernhard De Grendel (Poperinge, 22 mei 1944), is een Vlaams kunstenaar, autodidact graficus, fotograaf en schilder.
Zijn schilderstijl kan omschreven worden als: modern expressionisme met surrealistische kenmerken. De verscheidenheid in de analytische beoordeling van zijn werk wordt mede geformuleerd door de gevoelens die het opwekt bij de toeschouwer.
De Grendel leeft graag teruggetrokken, zijn tuin en atelier zijn inspiratiebron bij uitstek. Zijn werken bevinden zich verspreid in privé bezit.

## Biografie
De Grendel volgde zijn humaniorastudies in het college van Poperinge.
In september 1960 werd hij laureaat van de stedelijke academie. 
Toenmalig directeur van de academie G. Reniere introduceerde hem als grafisch ontwerper bij de drukkerij Sansen.
Tien jaar beoefende De Grendel daar toegepaste Grafiek: reclame drukwerk, logo's, affiches...als enige ontwerper van de drukkerij. Terwijl behaalde hij het getuigschrift van de Famous Artists School.
Op 06.09.1969 wordt hij door Het Laatste- & het Wekelijks Nieuws (ook krantversie van 1990) geprezen om zijn ontwerpen van hoppestoet groepen. 
In 1972 behaalde hij zijn diploma Fotografie via examen voor de Middenjury en vestigde zich te Poperinge, geflankeerd door Talbot House.
Bekendheid verwierf hij om zijn vernieuwende foto's in trouwreportages, portretten & industriële opnames. 
Met vernieuwing wordt bedoeld, toen ongekende opnames, een combinatie van bewegende beelden bv. draaiende garenspoelen met toch scherp doelonderwerp.
In de Westhoek, moest weleens "gestreden" met de opdrachtgever, het half-hermetisch beeld erdoor te krijgen... wat na tijd bijzonder geapprecieerd werd. 
Woordkunstenaar Gwij Mandelinck citeerde in een openingstoespraak tentoonstelling 1983: "Fotograaf Bernhard De grendel, telkens voorbij zijn raam vertraagt mijn stap".
Schetsboek en potlood blijven altijd binnen handbereik.
De Grendel wordt door de Academie graag uitgenodigd tot jurylid voor de eindexamens Atelier- Tekenkunst & Vrije Grafiek.
Nog voor 2000 worden reizen niet meer vertaald in foto's , maar in schetsboeken, het ongelimiteerde van een potlood beweert De Grendel.
Op 55-jarige leeftijd wisselt hij definitief zijn Hasselblad voor het penseel.

## Werkwijze
Hij schildert vanuit zijn fantasie en onderbewuste met levendige penseelvoering, doorvoeld expressionisme met surrealistische kenmerken.
De Grendel wordt herkend & erkend in zijn aparte stijl, perfectionist in de uitvoering ervan.
Zijn acryl werken zijn geschilderd op paneel en op Washi,(Japans papier)
gemaroufleerd op doek en paneel.
Fotograaf  zijnde gaat hij niet uit van foto’s voor zijn werken, hij volgt zijn schetsen, herinneringen en fantasie.
Dit kan een denkwijze zijn waarbij iets wat  bestaat niet wordt herhaald.
Sober als persoon laat hij dit merken in zijn koloriet al houdt hij van tegenstellingen.
Een voorkeur voor vlekken en al wat gevlekt is. Geduld ontbreekt hem nooit ze vorm te geven.

## Tentoonstellingen
- Fototentoonstelling, april 1983, Stadhuis Poperinge.[2]
- Drie Generaties Poperingse schilders - oktober 2006.[3]
- Fototentoonstelling, mei 2008, Hopmuseum Poperinge.

## Galerij

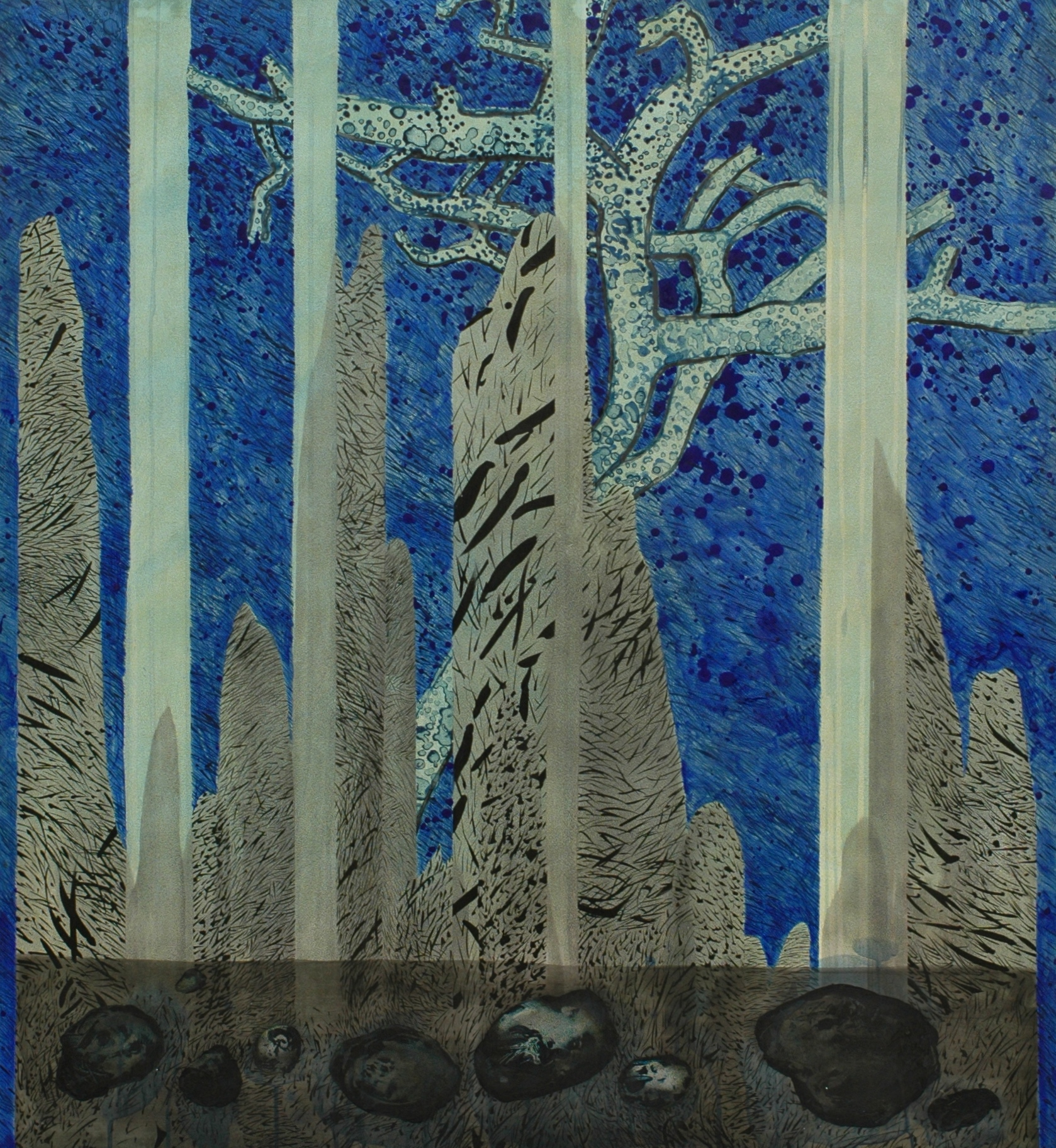
Kaapse es - acryl op paneel - 110x100
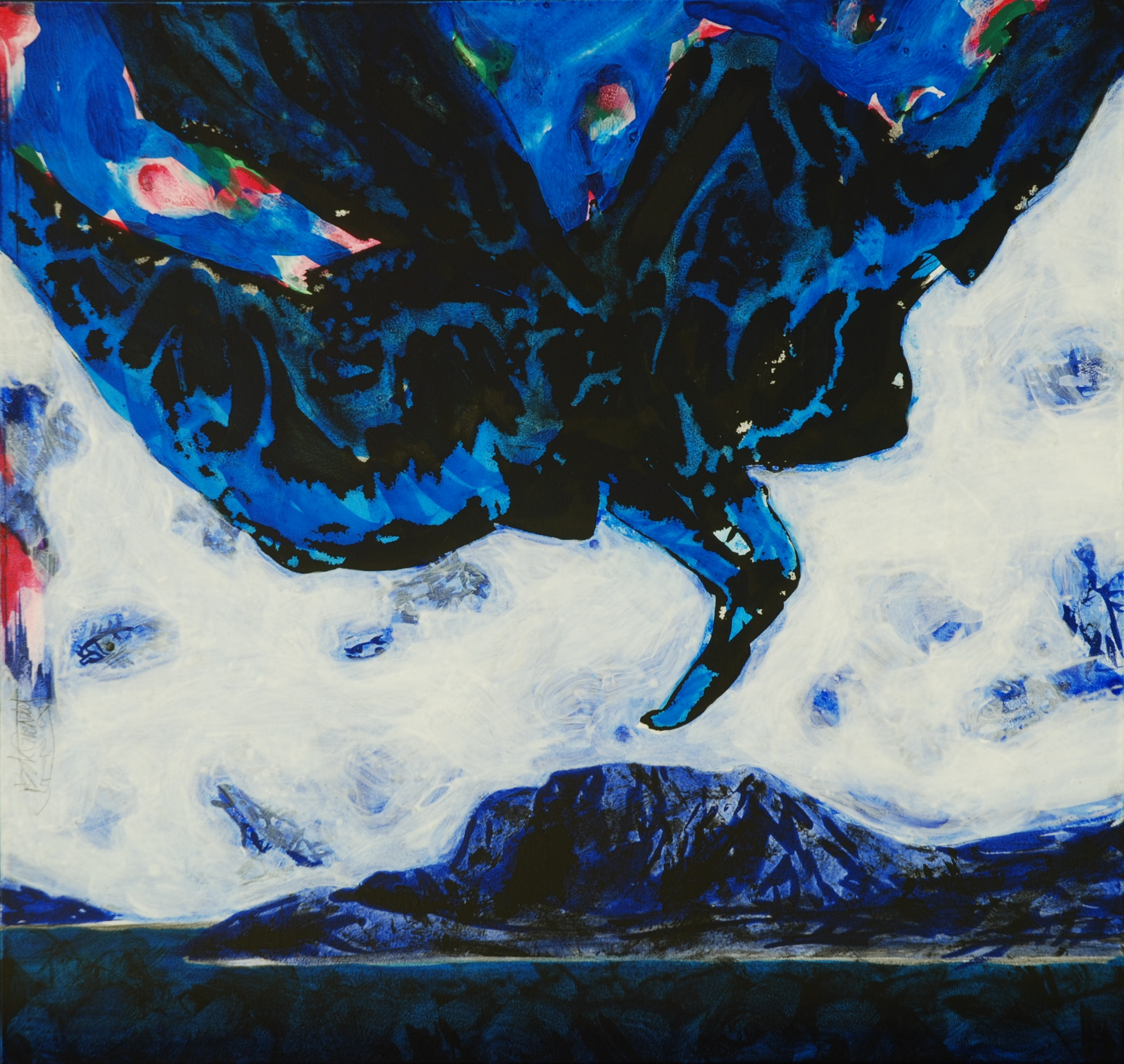
Jan van Gent boven Kaap de Goede Hoop - 2016 - acryl op paneel - 34,30x36,50
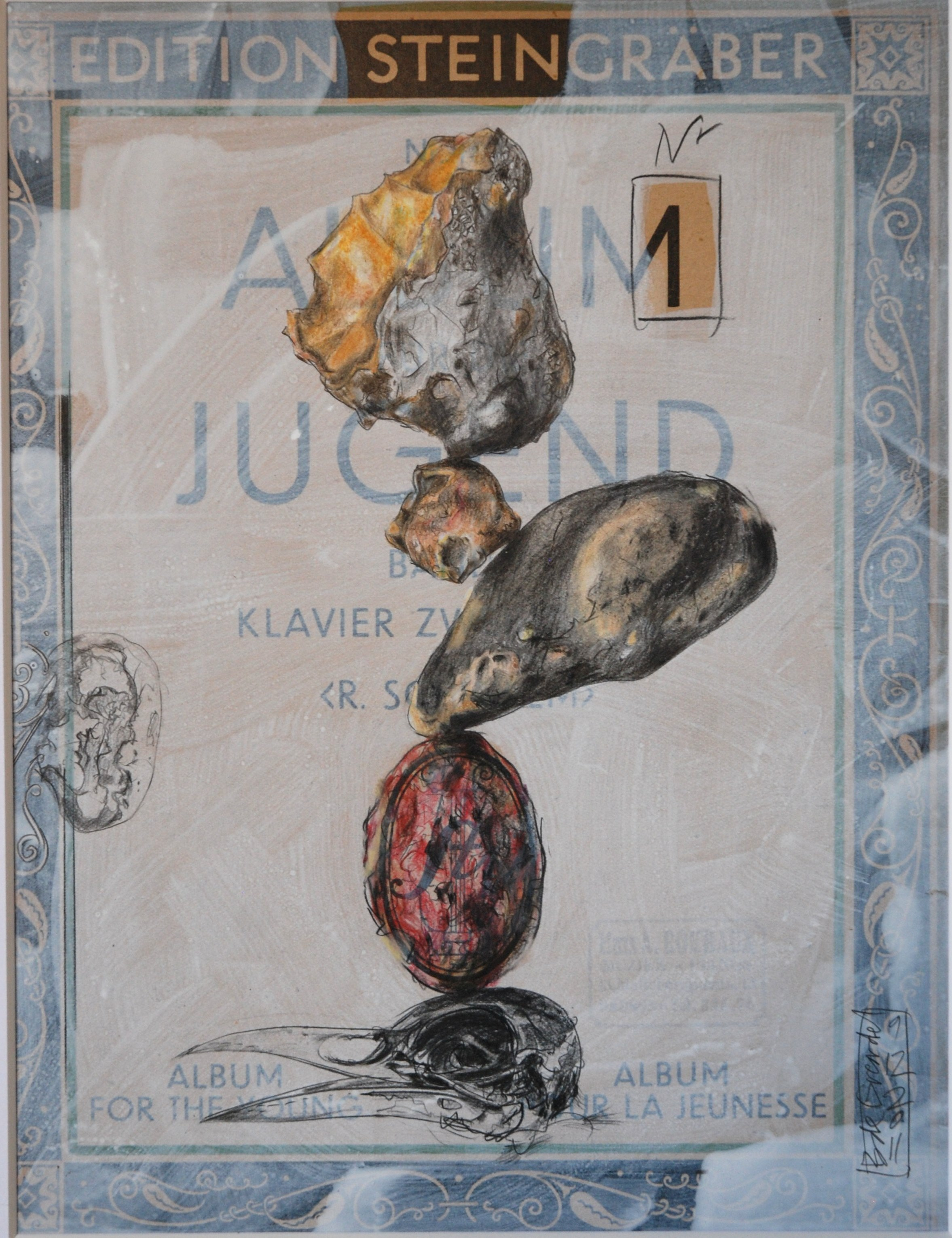
Steen één - acryl & kleurpotlood - 28,50x22
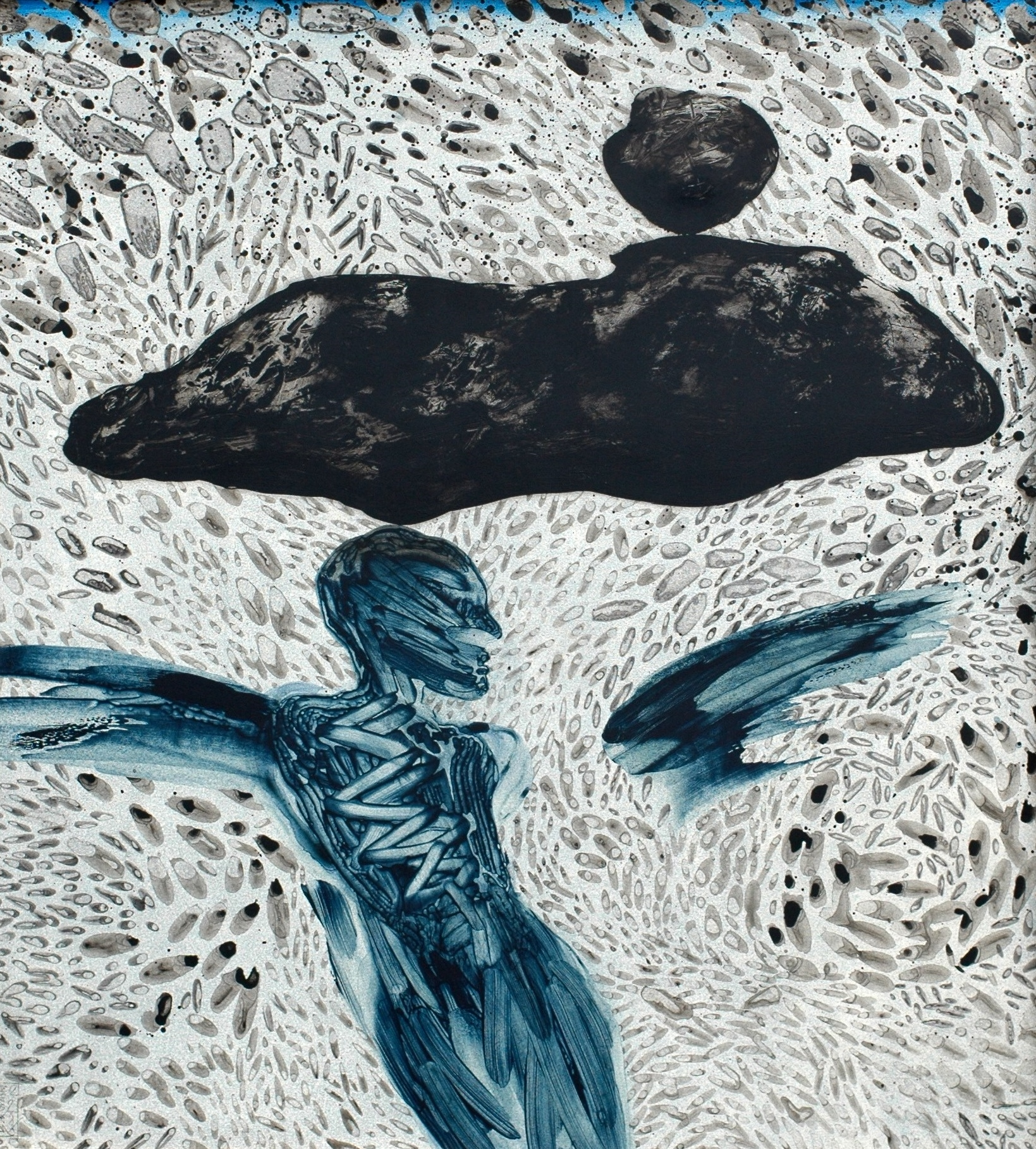
Gymnopedie - acryl op paneel - 110x100
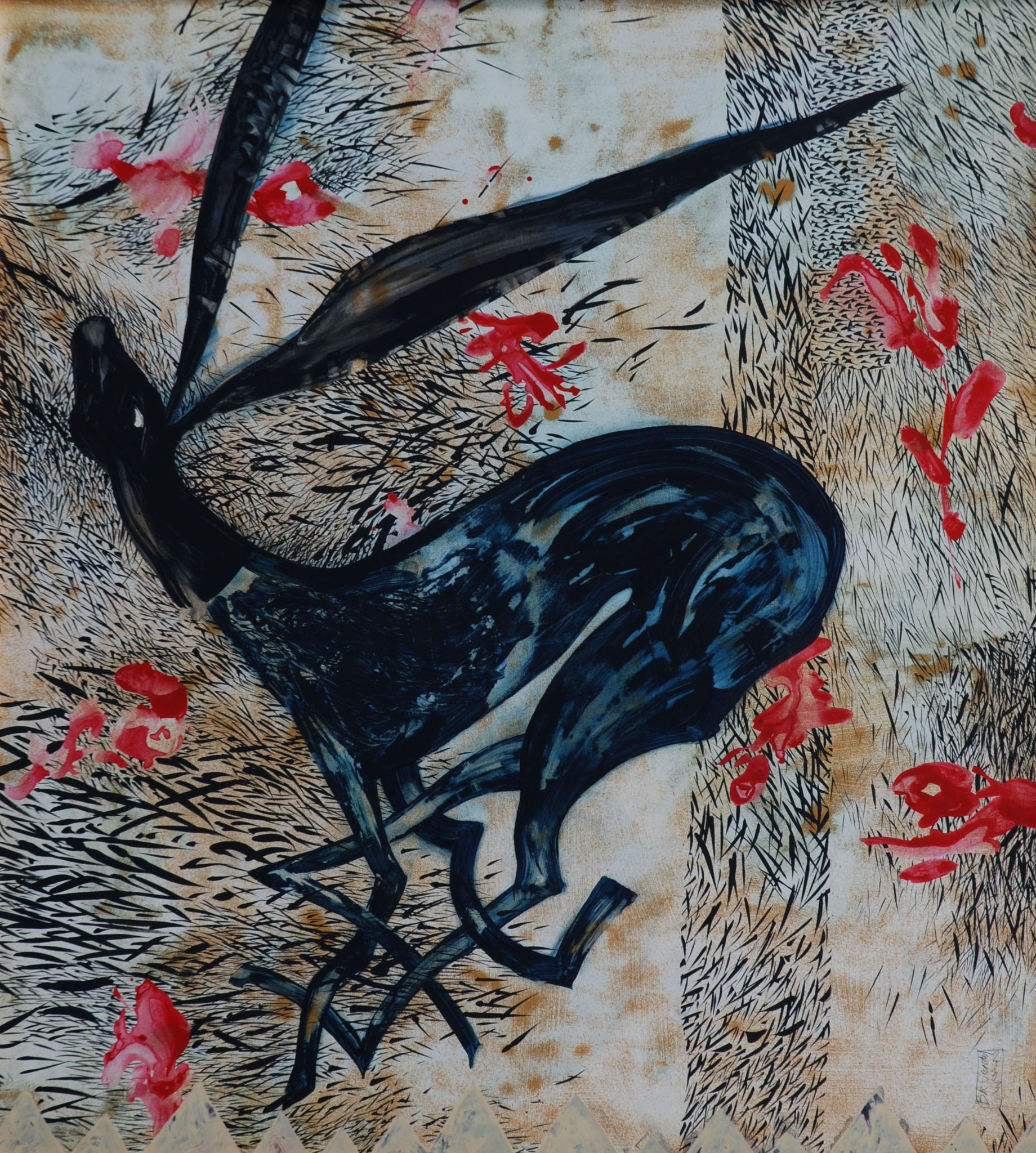
Niet oostwaarts - acryl op paneel - 110x100
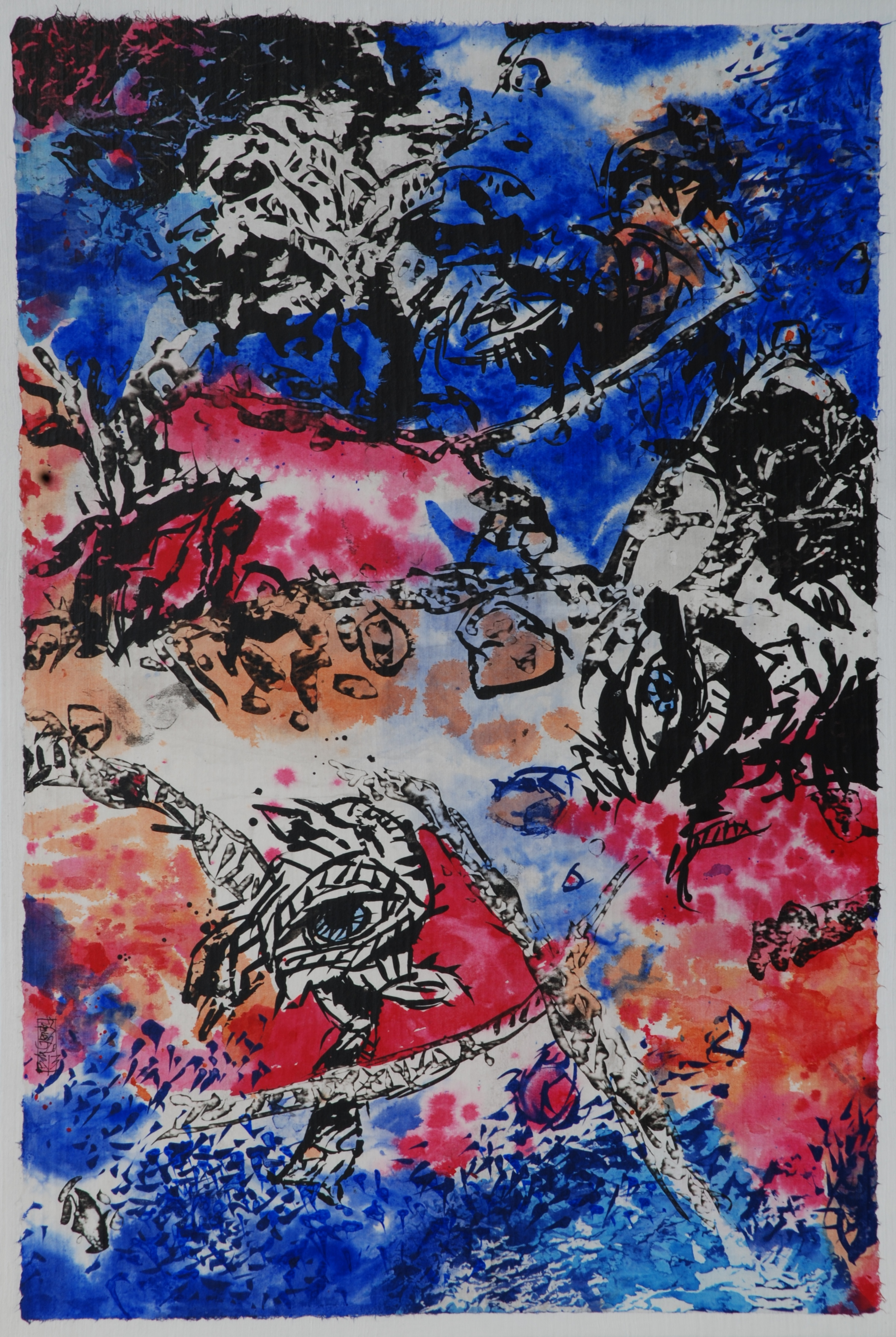
Landschappelijk - acryl op Japans papier, gemaroufleerd op doek & paneel - 101x68
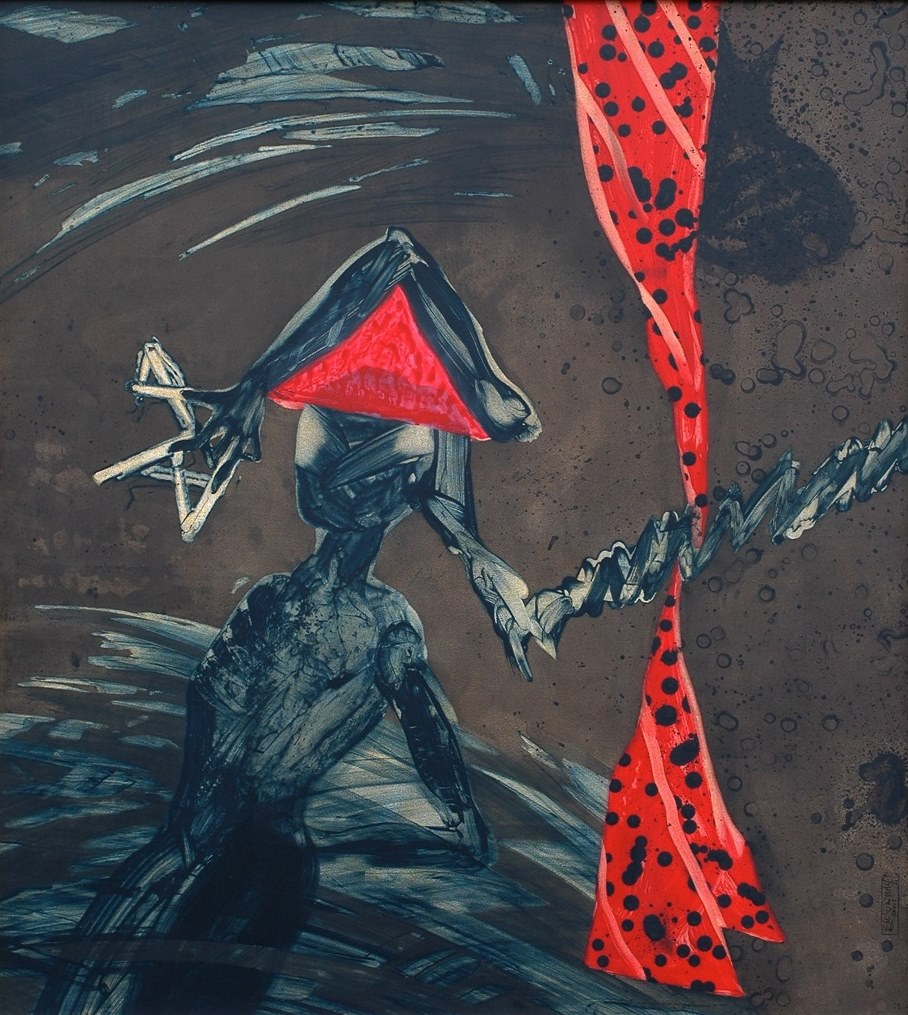
Tussen Orion en Mira - acryl op paneel - 110x100
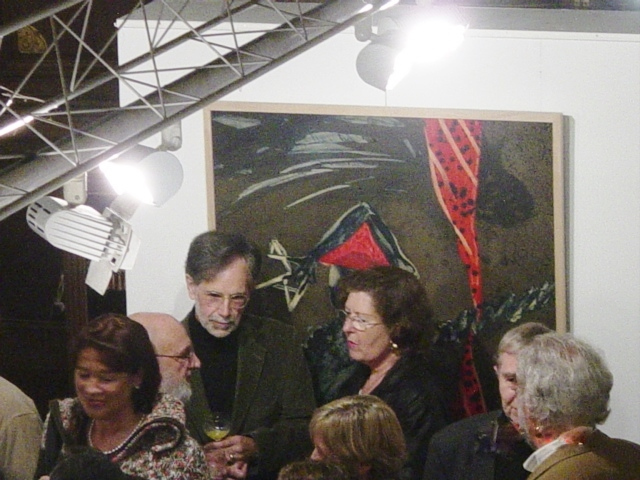
Bernhard De Grendel met Cyr Frimout,Cyrs vrouw & Roger Vansevenant
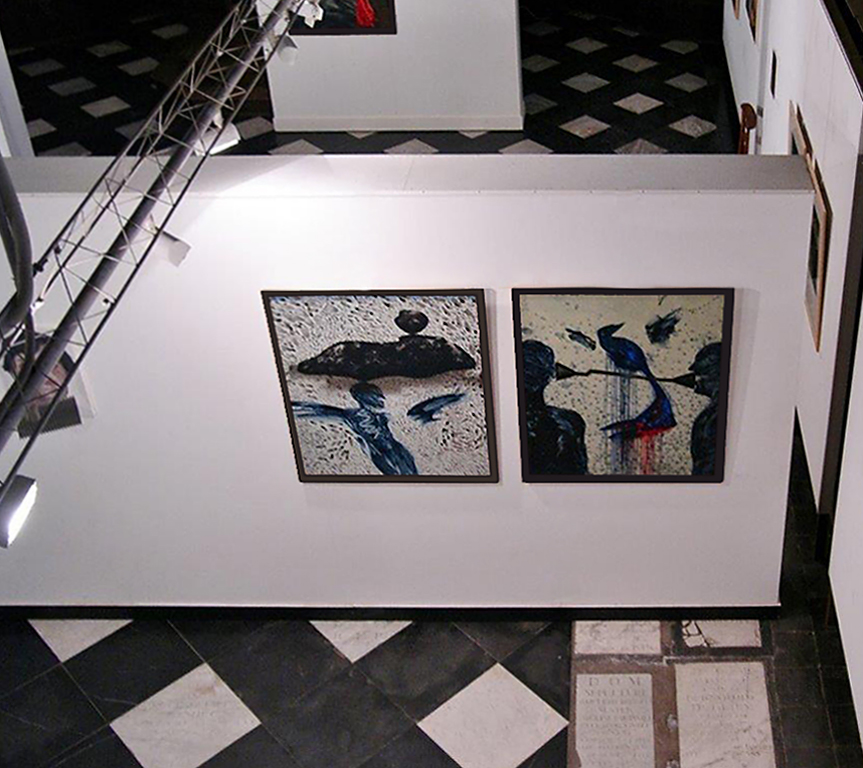
Tentoonstelling
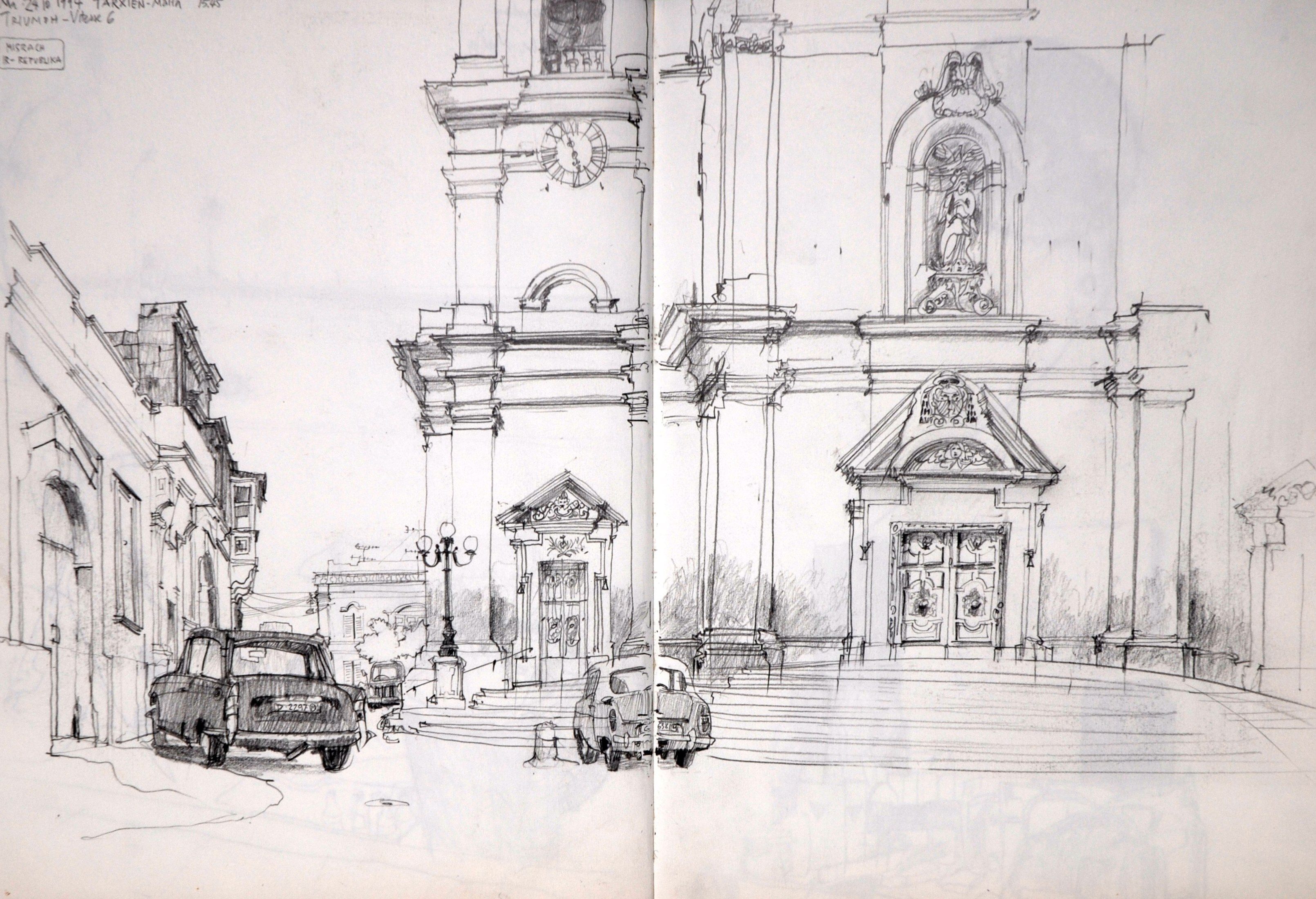
Gozo - 1994
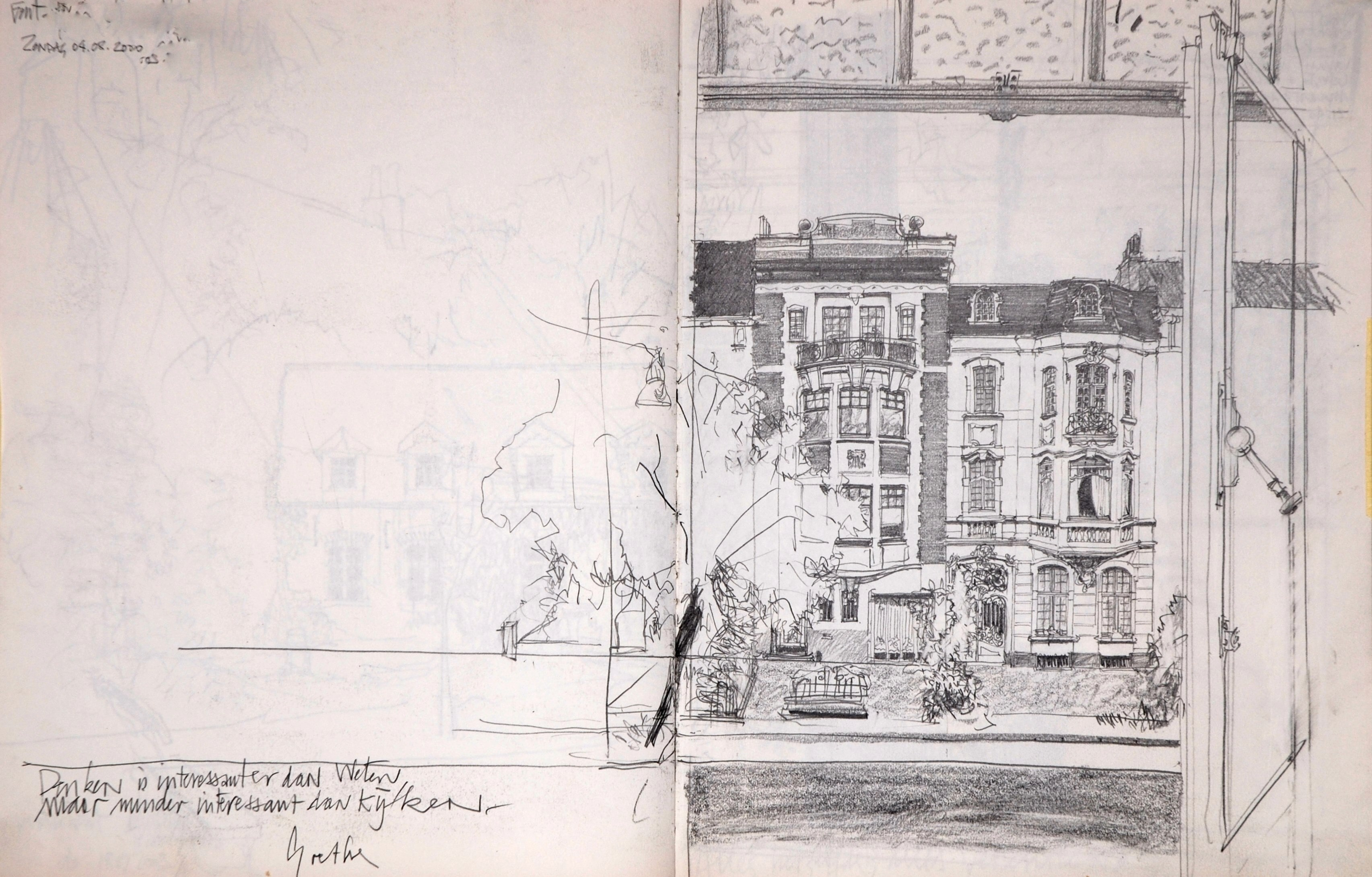
Gent - 2000
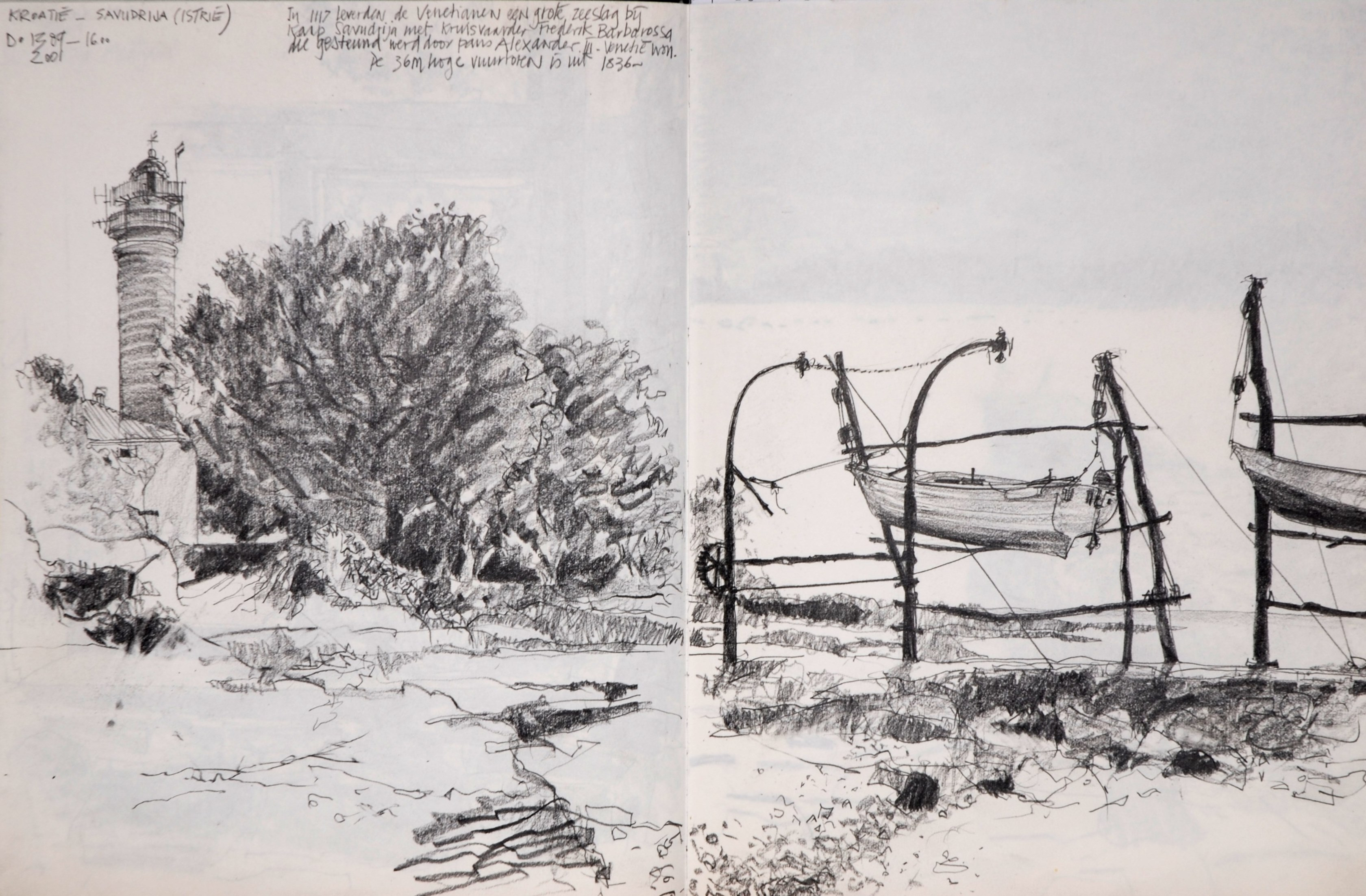
Kroatië 2001
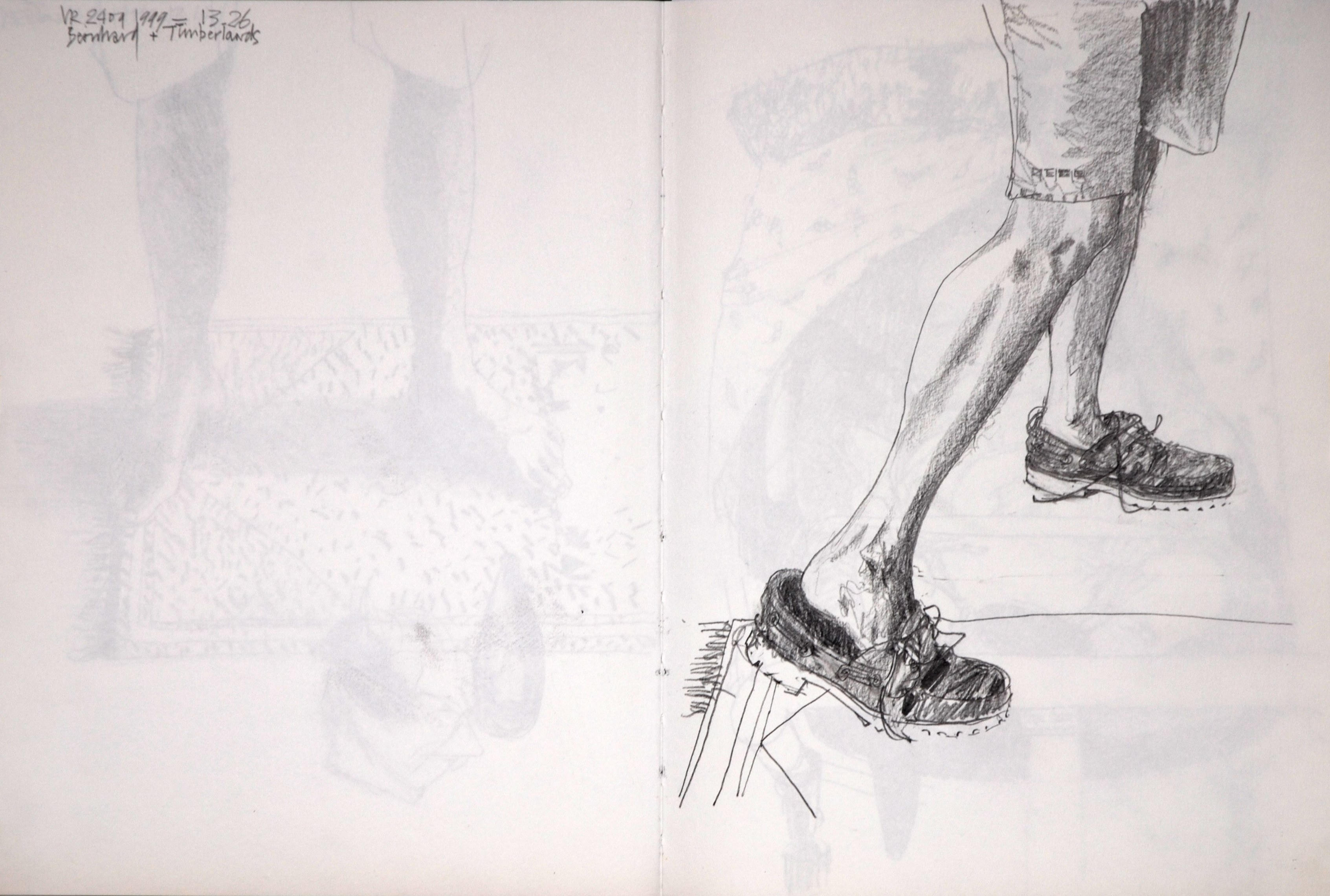
Menton, eigen benen in spiegel- 1999
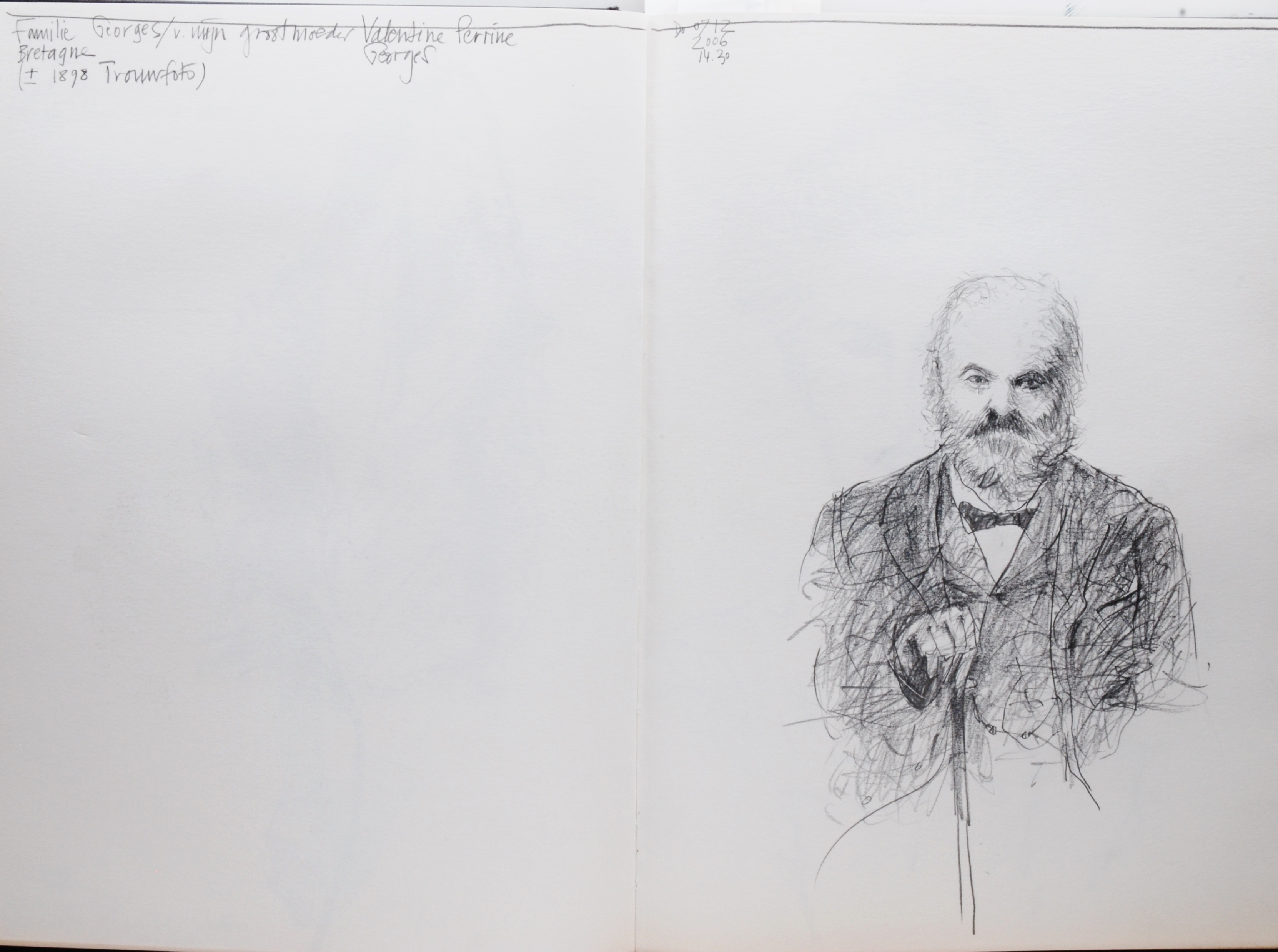
Grootvader 1898, schets naar foto